# Arnaldo Abrantes
Arnaldo Luís Isaías Abrantes (né le 27 novembre 1986 à Cova da Piedade) est un athlète portugais, spécialiste du sprint.
Ses meilleurs temps sont de :
- 100 m : 10 s 19 (+ 0,50 m/s) à Salamanque le 8 juillet 2009 (auparavant, 10 s 31 (+1,6) à Montgeron le 12 mai 2007).
- 200 m : 20 s 48 à Osaka le 28 août 2007.

Avec l'équipe du Portugal (2e à Leiria le 20 juin 2009 et composée de Dany Gonçalves, Arnaldo Abrantes, João Ferreira et Francis Obikwelu), il détient le record national du 4 x 100 m en 39 s 02, établi en 2009. Il battra par la suite ce record en réalisant 38 s 88 en finale des Championnats d'Europe d'athlétisme 2010 à Barcelone le 1er août 2010 avec ses compatriotes Ricardo Monteiro, Francis Obikwelu et João Ferreira, malgré leur 6e place.
Le 15 août 2009, lors des Championnats du monde d'athlétisme 2009 de Berlin, il terminera 6e de son quart de finale en 10 s 40 (-0,7 m/s) derrière notamment Dwain Chambers, Richard Thompson et Martial Mbandjock, qualifiés pour les demi-finales.
Il se qualifie pour les Jeux olympiques de Londres sur 200 m.
Le 16 août 2014 à Zurich, lors des championnats d'Europe, il bat le record du Portugal du relais 4 x 100 m en 38 s 79, avec ses coéquipiers Diogo Antunes, Yazaldes Nascimento et Francis Obikwelu. Le 1er août 2015, il bat en 38 s 65 à Rieti le record du Portugal du relais 4 x 100 m, avec ses coéquipiers André Costa, Francis Obikwelu et Yazaldes Nascimento.

## Palmarès

### Championnats d'Europe par équipes
- 2009 à Leiria ( Portugal)
  -  Médaille d'argent sur 200 m en 20 s 62